# Der Lange Mars
Der Lange Mars (Originaltitel: The Long Mars) ist ein Science-Fiction-Roman der englischen Schriftsteller Terry Pratchett und Stephen Baxter. Die englischsprachige Erstausgabe erschien im Juni 2014 bei Harper in der HarperCollins-Verlagsgruppe. Die deutsche Übersetzung von Gerald Jung wurde 2015 im Manhattan-Verlag veröffentlicht.
Nachdem die Menschheit die zahllosen Parallelerden der Langen Erde nach einem Vulkanausbruch auf der „Datum“-Erde intensiver erforscht und besiedelt hat, greifen einige Wissenschaftler und Firmen nach dem Nachbarplaneten Mars, den sie von der Lücke in den langen Erden aus erforschen.

## Handlung
Aufbauend auf den Ereignissen aus Der Lange Krieg wird die Geschichte der Langen Erde weiter erzählt, wobei viele der bekannten Charaktere wieder auftauchen.
Beginnend im Jahr 2045 wird der Exodus der Menschheit nach dem Ausbruch des Yellowstonevulkans aus ihrer Ursprungserde, der „Datum“, geschildert. Dabei werden die Rettungsaktionen nicht nur für Menschen durchgeführt. Jegliches Material, soweit noch verwendbar, muss in die angrenzenden Welten gebracht werden, um dort den Aufbau und die Versorgung der gewechselten Menschen sicherzustellen.
Parallel dazu erfährt der Leser von einer Mission zur Erforschung der langen Erde westwärts, einer Erforschung des Nachbarplaneten samt seiner Parallelwelten und dem Aufkommen einer höherentwickelten neuen Spezies der Menschheit.

### Handlungsstränge

#### Die nahen Erden
Nachdem verheerenden Ausbruch des Vulkans ist die Datumerde kaum noch bewohnbar. Nur wenige Menschen bleiben dort. Die Mehrheit wechselt in die umliegenden Erden, wo sie eine neue Zivilisation aufbaut. Joshua Valienté, einer der ersten Erforscher der Langen Erde, ist genauso wie Sally Linsay daran beteiligt, unerfahrene oder phobische (nicht zum Wechseln befähigte) Menschen beim Wechseln behilflich zu sein. Auch der ehemalige Priester Nelson Aziwike erbringt seinen Teil, in dem er die religiösen Bedenken einiger zerstreut, die Probleme mit der theologischen Auslegung des Lange-Erde-Phänomens haben.

#### Die lange Erde
Unter dem Kommando von Kapitänin Maggie Kauffmann wird das Militärluftschiff Armstrong II auf eine Mission tief in die lange Erde hinein geschickt. Zunächst gilt es, Hilfsmittel und auch Wahlunterlagen auf diversen nahen Erden zu verteilen. Ferner soll die Besatzung das Schicksal des verschollenen Schiffs Armstrong I aufklären, das auf einer früheren, ähnlichen Mission verloren ging. Am Ende geht es vor allem darum, so weit wie möglich in die lange Erde vorzudringen. Hierzu erhält sie Unterstützung eines zweiten Schiffes, der Cernan. Als besonderen Passagier hat sie den einflussreichen Industriellen Douglas Black an Bord, der auf der Suche nach etwas ist, die Crew aber im Ungewissen über sein Ziel lässt.
Je tiefer die Schiffe vordringen, desto fremdartiger werden die Welten und ihre Bewohner. Zunehmend treten lange Abfolgen von für Menschen unbewohnbarer Welten auf, sogenannte Purpurschlammwelten. Am Ende variiert sogar die planetare Struktur, da die Unterschiede zur Datum bereits während ihrer Akkretion signifikant waren. Bei den Forschern kommt der Verdacht auf, dass die lange Erde tatsächlich irgendwo enden könnte, weil dann einfach gar keine Welt mehr entstanden ist.
Die Reise endet schließlich bei Erde West 250.000.000, nachdem die Vorräte zur Neige gehen und auch das Schicksal der Armstrong I geklärt wurde. Nicht weit davon entfernt verlässt Douglas Black auf dem Rückweg das Schiff, um eine Kolonie zu gründen. Auf seiner erwählten Erde glaubt er, die besten Voraussetzungen gefunden zu haben, um den Alterungsprozess zu verlangsamen. Er hofft darauf, dass viele Menschen ihm dorthin folgen werden. In Anspielung auf den Roman Der verlorene Horizont tauft er diese Welt Karakal.

#### Der lange Mars
Sally Linsay, ihr Vater Willis und Frank Wood entdecken, dass die Kette des langen Mars anders gereiht ist als die Erden. Auf wenigen davon entdecken sie Spuren von Leben. Diese sind ähnlich sporadisch verteilt wie die lebensfeindlichen Joker der langen Erde. Auch Sallys Vater ist auf der Suche nach etwas, über das er seine Mitreisenden zunächst im Unklaren lässt.
3.000.000 Schritte von der Lücke entfernt, findet Willis das Gesuchte: Eine ausgestorbene Zivilisation hat eine Technologie hinterlassen, von der er sich bahnbrechende Innovationen in der Erforschung des Weltraums verspricht.

#### Die Next
In mehreren Rückblicken wird die Entwicklung eines Jungen aus der Kolonie Happy Landings geschildert, den Joshua direkt und indirekt durch eine durch das „Anderssein“ bestimmte Kindheit und Jugend begleitet. Er stellt sich als einer von vermehrt in der langen Erde auftretenden, höher entwickelten Menschen heraus, die als Homo superior oder auch als Next bezeichnet werden.
Im Verlauf des Romans treten Schwierigkeiten im Zusammenleben zwischen Next und Menschen mehr und mehr in den Vordergrund. Bis am Ende alle Handlungsfäden in diesem Konflikt zusammenlaufen.

## Hauptfiguren
Joshua Valienté:
Joshua Valienté ist ein natürlicher Wechsler, der in einem Waisenhaus in Madison aufgewachsen war und seit seiner Jugendzeit die Parallelerden durchwanderte. Lobsang wählte ihn als einzigen Begleiter für die erste Erforschung der westlichen „Langen Erde“ mit dem Luftschiff „Mark Twain“.
Sally Linsay:
Sally ist die Tochter des bislang als verschollen geltenden Willis Linsay, dem Erfinder des „Wechslers“. Sie kann ebenso wie Joshua Valienté ohne technische Hilfsmittel auf die Parallelerden wechseln. Nachdem Joshua sesshaft wurde, erforscht sie weitgehend alleine die Weiten der „Lange Erde“.
Willis Linsay:
Er hatte den Bauplan für den Wechsler veröffentlicht. Danach war er für Jahre verschwunden. Er ist sehr intelligent, hat aber Defizite im Sozialverhalten. Er erkannte, dass es bei der Menge an Versionen des langen Mars auch eine geben muss, die schon eine Zivilisation mit höherem Technikstand hervorgebracht haben muss. Auf der Suche nach deren Technologie streift er durch den langen Mars.
Lobsang:
Lobsang ist eine künstliche Intelligenz mit eigenem Bewusstsein. Anscheinend besteht er aus dem Bewusstsein eines tibetischen Motorradmechanikers, das in ein Computernetzwerk reinkarniert ist. Er sucht nach einer Intelligenz, mit der auf Augenhöhe kommunizieren kann.
Maggie Kauffman:
Kapitänin des US-Militärluftschiffes Armstrong II.
Nelson Azikiwe:
Schwarzer Südafrikaner, der erst als Paläontologe arbeitet, dann als Priester nach England geht. Nach dem Vulkanausbruch kehrt er zeitweise dorthin zurück um seine alte Gemeinde zum Wechseln zu bewegen.
Schwester Agnes:
Ehemalige Betreuerin des Waisenhauses von Madison, die nach ihrem physischen Tod von Lobsang als künstliche Lebensform neu geschaffen wurde.

## Stellung in der Serie
Der Lange Mars ist der dritte Teil einer Serie, die mit Die Lange Erde (dt. 2013) begann und nach Der Lange Krieg (dt. 2015) (und dem Langen Mars) mit den Büchern Das Lange Utopia (dt. 2016) sowie Der Lange Kosmos (dt. 2017) fortgesetzt wurde.